# Partido Revolucionario Institucional
El Partido Revolucionario Institucional (PRI) es un partido político mexicano situado entre el centro y la centroderecha del espectro político. Fue fundado el 4 de marzo de 1929 bajo el nombre de Partido Nacional Revolucionario (PNR) por el expresidente Plutarco Elías Calles. En 1938 fue reconstituido como Partido de la Revolución Mexicana (PRM) y en 1946 fue refundado, adoptando su nombre actual. Fue el partido gobernante en México durante setenta y un años consecutivos, de 1929 a 2000. En 1988 sufrió su mayor escisión, con la separación de la Corriente Democrática, que derivó en la creación del Partido de la Revolución Democrática (PRD).
A lo largo de sus nueve décadas y media de existencia, el partido ha adoptado una amplia variedad de ideologías, a menudo determinadas por el presidente en turno. En sus inicios se definió como un partido con ideales de izquierda, marcado por la recién terminada Revolución mexicana. En la década de 1980, el partido fue sometido a diversas reformas de corte neoliberal que formaron su actual encarnación, con políticas identificadas como de centroderecha, tales como la privatización de empresas estatales, restablecimiento de las relaciones con la Iglesia católica y la implementación de un capitalismo de libre mercado.
La plataforma partidaria actual busca, en materia de sociedad, implementar un ingreso básico universal, la educación de tiempo completo, así como el acceso universal al servicios de salud. En economía, aboga por una economía social de mercado, promoviendo el aprovechamiento de la deslocalización cercana, el rescate del campo y la seguridad alimentaria. Respecto al medio ambiente, busca fomentar las energías limpias, la desaceleración del uso de combustibles fósiles y la movilidad sostenible en el transporte público. En materia política, busca conservar el régimen presidencialista, respetando la división de poderes, promover el federalismo, las elecciones primarias y el respeto a los organismos autónomos.
En las elecciones presidenciales de 2024, fue la cuarta fuerza política nacional, recibiendo el 9.54 % de los votos emitidos a favor de su candidata no afiliada al partido, Xóchitl Gálvez. Dentro de la LXVI legislatura del Congreso de la Unión tiene 36 diputados federales y 16 senadores de la República. Actualmente posee las gubernaturas de Coahuila y Durango. En agosto de 2023 el partido contaba con 1 411 899 militantes afiliados.

## Historia

### Partido Nacional Revolucionario (1928-1938)

Emblema del Partido Nacional Revolucionario.

En 1928, el presidente Plutarco Elías Calles propuso la creación del Partido Nacional Revolucionario (PNR), con la intención de crear un espacio donde los supervivientes de la Revolución mexicana generaran respuestas a la crisis política que suscitó el asesinato del presidente Álvaro Obregón en 1928. En marzo del siguiente año, la creación del partido se consumó. El 22 de noviembre de 1928, un pequeño grupo de políticos afines a Plutarco Elías Calles se reunieron en la casa de Luis L. León, en la calle Londres 156 de la Ciudad de México, para iniciar los trabajos de organización del PNR, fungiendo como primer presidente del comité directivo Plutarco Elías Calles, como secretario general Luis L. León y el general Manuel Pérez Treviño como tesorero. Adicionalmente el grupo fue integrado por otros políticos como Gonzalo N. Santos, Emilio Portes Gil, José Manuel Puig Casauranc, Manlio Fabio Altamirano Flores, David Orozco y Aarón Sáenz.

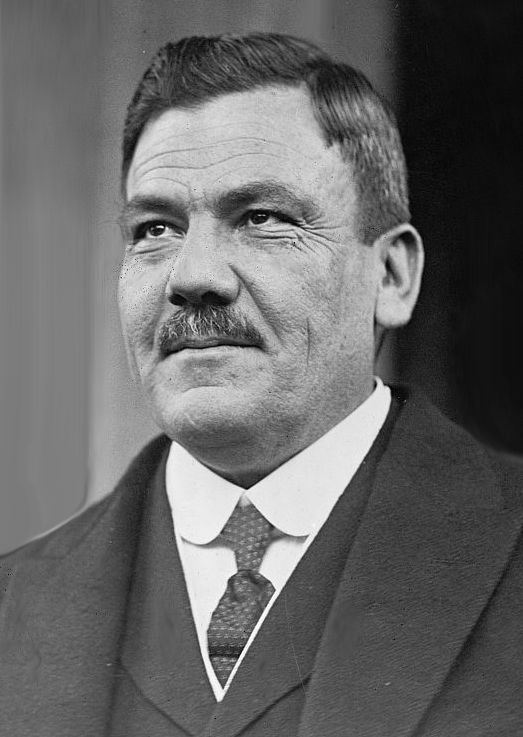
Plutarco Elías Calles, fundador del partido.

El 5 de enero de 1929 se convocó a una convención, que se llevaría a cabo el 4 de marzo del mismo año en la ciudad de Querétaro, con la intención de  formalizar los estatutos de la nueva organización y presentar al candidato presidencial del Partido Nacional Revolucionario. En 1929, el PNR surge como un partido de corrientes, de fuerzas políticas distintas pero afines, provenientes del movimiento de 1910. El PNR sería, en consecuencia, «la institución más poderosa para la competencia política, y el lugar adecuado para diseñar los primeros acuerdos y prácticas en la lucha por el poder público. Así pudo auspiciar relevos de gobierno por medio de elecciones y en condiciones de estabilidad social».
Concebido como un partido de masas y con la intención autodeclarada de tutelar en los derechos de los trabajadores, promovió un creciente ascenso en la participación política por medio de movilizaciones populares, que reclamaba, a su vez, una mayor participación en los asuntos del Estado y una distribución equitativa de la riqueza. Durante los primeros años del partido, se tenía un carácter netamente socialista, que iba en contra de los elementos de centro derecha y extrema derecha que estaban proliferando en el país a raíz de los movimientos fascistas en Europa, en 1936 se creó, como aglutinante del movimiento obrero, la Confederación de Trabajadores de México (CTM) y, dos años después, para el ala ejidal, la Confederación Nacional Campesina (CNC). Más adelante, en 1943, se constituiría la Confederación Nacional de Organizaciones Populares (CNOP) que incluiría a los demás grupos que no era posible encuadrar en los otros organismos, como era el caso de los burócratas gubernamentales, los cuales desde un inicio participaron con un descuento de 10 centavos a su sueldo, con lo que el partido configuraría una estructura general representante de los sectores obrero, campesino y popular, además de un grupo que integraría el ala militar del partido, la que sería parte del mismo hasta el año de 1946.

### Partido de la Revolución Mexicana (1938-1946)

Partido de la Revolución Mexicana, sucesor del PNR en 1938.

Nueve años después, en 1938, luego de la ruptura entre el general Plutarco Elías Calles y el entonces presidente Lázaro Cárdenas, en la cual participaron varios miembros distinguidos del partido, como el expresidente Emilio Portes Gil, se realizó un cambio en las directivas del partido a nivel nacional; y en sus filas se incluyó a varias centrales obreras del país que hasta entonces estaban oficialmente fuera del partido. Oficialmente, el nombre del partido cambió también, siendo ahora Partido de la Revolución Mexicana (PRM).
En la misma década, surge el sistema partidista en México, ya que la presencia absoluta que mantenía en el escenario político nacional se ve cortada a partir de 1939, con la entrada de nuevos partidos políticos, que en su mayoría se formaban temporalmente bajo el auspicio y con la finalidad de lanzar la candidatura de alguna persona a la presidencia de la República, como fue el caso de la Unión Nacional Sinarquista. Así mismo, surgieron partidos cuya presencia ha perdurado y superado la candidatura de sus fundadores, como es el caso del Partido Acción Nacional. La mayoría de estos partidos fueron clasificados por el mismo PRI como partidos con ideologías y principios opuestos a los postulados de la Revolución.
Conforme iba quedando atrás la época de guerrillas, y con la construcción de una amplia red de carreteras, se facilitó el abaratamiento de alimentos y el suministro de productos diversos; la organización sindical, el reconocimiento de los derechos obreros, el estatus jurídico para los empleados y la institución de pensiones civiles de retiro, dio una seguridad laboral que hasta entonces no se conocía. Por otro lado, el auge de la educación permitió aumentar la base de posibilidades de la que podía contar la población.

### Partido Revolucionario Institucional (desde 1946)

Partido Revolucionario Institucional, sucesor del PRM en 1946.

A partir de los años 1940, el partido fue testigo del crecimiento económico en México. La estabilidad lograda, que el partido se atribuía como única fuente de poder político en el país, fue sometida a fuertes presiones y exigencias para conservar la conquista del poder posrevolucionario. Asimismo, el PRI afrontaba un cambio generacional, producto del envejecimiento de los militantes formados en la lucha revolucionaria. Esto obligó a ceder lugares de poder a civiles con educación universitaria. 
Desde 1946 y hasta 1968, el partido superó desequilibrios de poder que amenazaban con ceder a autoritarismos de izquierda o derecha, que aparecieron en el contexto de la Segunda Guerra Mundial y, posteriormente, la Guerra Fría. En 1947, el gobierno del PRI reconoció el voto de la mujer en las elecciones municipales, y en 1953, el derecho de las mujeres de votar y ser votadas en cualquier elección a nivel federal y local. 
Sin embargo, estas medidas no impidieron el surgimiento de movimientos de inconformes que fueron tornándose más violentas, notables ya en los años cincuenta y más aún durante los años sesenta. En las elecciones federales de 1952, Miguel Henríquez Guzmán denunció falta de limpieza en las elecciones que le enfrentaban a Adolfo Ruiz Cortines. Eso produjo una oleada de protestas que provocaron, en varias entidades de la república, represiones con violencia por el gobierno de Miguel Alemán Valdés. En un intento de dar salida legítima a la oposición, finalmente el PRI permitió la pluralidad de partidos en 1963, cuando el presidente de México, Adolfo López Mateos, apoyó la introducción de los Diputados de minoría, por lo que los nuevos Diputados integrados al congreso pudieron aportar en la legislación electoral, de inversión extranjera y laboral. Esto permitió al panista Adolfo Christlieb Ibarrola ser elegido diputado.
Las medidas tomadas para con la pluralidad política no contentó a todos los sectores de oposición, y el gobierno continuó con la represión violenta durante la década de los 60, provocando, a finales de ese decenio, la masacre de Chilpancingo donde resultaron muertas 20 personas. Finalmente, el clima de represión y violencia rebasaría la civilidad del PRI de antaño, desembocando a finales de 1968 en la matanza de estudiantes del 2 de octubre en Tlatelolco, cuya orden de ejecución y responsabilidad directa se atribuye al presidente Gustavo Díaz Ordaz. En esta matanza fueron masacrados oficialmente en el entre 200 y 300 personas, sin embargo la mayoría de las fuentes actuales hablan de 1000 a 2000 muertos tan solo en ese hecho y otros 200 en hechos posteriores. Este hecho es ampliamente recordado aun en la actualidad y todavía fue mencionado en las elecciones de 2012. En 1971 se produjo otra matanza grave, la matanza del Jueves de Corpus, aunque la cifra de víctimas fue sensiblemente menor.
En ese momento, murió el viejo PRI conciliador y de dictablanda y nació un PRI represivo y desconectado con la población. La muerte misteriosa de Carlos Madrazo, expresidente en pugna con Gustavo Díaz Ordaz el 4 de junio de 1969 año electoral en un accidente aéreo sobre la ciudad de Monterrey, desató dudas de un posible asesinato. Inicia en ese momento, un período de declive.

"Solamente iniciando un retorno a la época heroica e idealista de la revolución, en el sentido de sobreponer los intereses colectivos a los mezquinos intereses individuales, podremos afrontar las crisis políticas y de cualquiera otra índole que traten de provocar los eternos enemigos del proceso…"

### Etapa final del PRI en el gobierno (1977-2000)

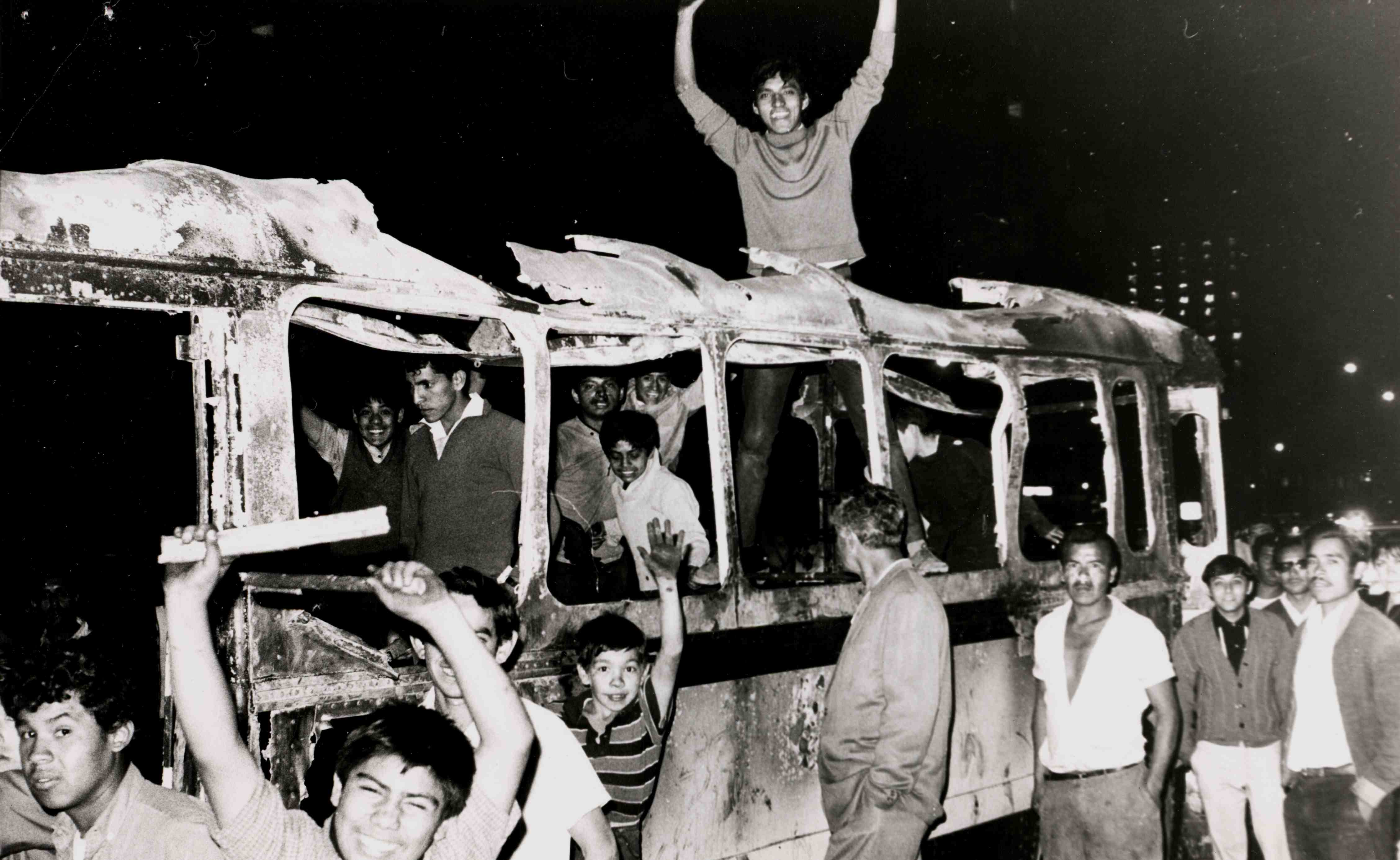
Estudiantes sobre camión quemado, julio de 1968.

"A balazos llegamos y los votos no nos sacarán".
Fidel Velázquez

La polémica más grande entre estas épocas fue el Movimiento de 1968 en México o la "Masacre de Tlatelolco", un movimiento social en el que además de estudiantes de la Universidad Nacional Autónoma de México (UNAM), el Instituto Politécnico Nacional (IPN), la Universidad Pedagógica Nacional (UPN), El Colegio de México, la Escuela de Agricultura de Chapingo, la Universidad Iberoamericana, la Universidad La Salle y la Benemérita Universidad Autónoma de Puebla participaron profesores, intelectuales, amas de casa, obreros y profesionales en la Ciudad de México y otros estados del país como Puebla, constituidos en el órgano directriz del movimiento denominado Consejo Nacional de Huelga (CNH). El movimiento contó con un pliego petitorio del CNH al Gobierno de México de acciones específicas como la libertad a presos políticos y la reducción o eliminación del autoritarismo. De fondo, el movimiento buscaba un cambio democrático en el país, mayores libertades políticas y civiles, menor desigualdad y la renuncia del gobierno del PRI que consideraban autoritario.
El Movimiento de 1968 fue reprimido continuamente durante el transcurso del mismo por el gobierno de México, y con el fin de terminarlo, el 2 de octubre de 1968 perpetró la «matanza en la Plaza de las Tres Culturas de Tlatelolco», logrando disolver el movimiento en diciembre de ese año. El hecho fue cometido de manera conjunta como parte de la Operación Galeana por el grupo paramilitar denominado Batallón Olimpia, la Dirección Federal de Seguridad (DFS), la llamada entonces Policía Secreta y el Ejército Mexicano, en contra de una manifestación convocada por el CNH. De acuerdo con lo dicho por sí mismo en 1969 y por Luis Echeverría Álvarez, el responsable de la matanza fue Gustavo Díaz Ordaz. Meses después del acontecimiento la CIA (Agencia Central de Inteligencia de los Estados Unidos) descubrieron que fueron engañados por el gobierno de Gustavo Díaz Ordaz, al no ver relación entre "la revuelta estudiantil y el comunismo internacional" que habían declarado.

La 'CIA' declaró haber sido engañada por el PRI sobre los hechos de la Masacre de Tlatelolco.

Gustavo Díaz Ordaz, presidente de México del 1 de diciembre de 1964 al 30 de noviembre de 1970, quien ordenó la represión sistemática al movimiento estudiantil de 1968 que causó la llamada posteriormente "Masacre de Tlatelolco".

El sistema de partidos y la afirmación de la pluralidad política no se asentaron definitivamente hasta la reforma electoral de 1977. A partir de entonces se trata de encauzar la resistencia política por una seudolegalidad, y los partidos son reconocidos en la Constitución como entidades de interés público. La medida tuvo lugar cuando la oposición extrañamente entró en conflicto presentando candidato alguno contrario al candidato postulado para la elección presidencial por el PRI en 1976, presentando un riesgo serio para la legitimidad del mismo. Esta reforma electoral fue aprobada precisamente cuando el viraje hacia las dictaduras de derecha se encontraban en pleno auge en el sur del continente, con sus dramáticos saldos de represión y violación de los derechos humanos, similares a los acontecidos en México en la década anterior. En un marco que llamaba al autoritarismo en Latinoamérica. México simulaba una tímida apertura a una posible pluralidad democrática que sin embargo, en la práctica, nunca se dio, marcada por el fraude electoral y el descontento social que no apagaba producto de un inmigración masiva a la Ciudad de México.
El discurso político del PRI hablaba de avanzar hacia una democracia plural y competitiva, a través de reformas en el sistema electoral; fundamentalmente, en torno a las normas para la organización de las votaciones, las características de la institución encargada de ello, el sistema para la calificación de los comicios y la regulación de los partidos como entidades de interés público, con una vida institucional fortalecida legalmente.
En 1982, ocurre una masiva devaluación de la divisa mexicana, provocando una crisis severa y un riesgo de impago de la enorme deuda nacional. El desempleo, la inflación y la corrupción detectada tras este hecho, socavó, no solo los esfuerzos del PRI por mostrarse democrático, sino también su prestigio a nivel internacional. El candidato ganador en las elecciones Miguel de la Madrid tuvo la intensa tarea de subsanar los errores y desaciertos de su antecesor, el tristemente recordado presidente José López Portillo que incluso llegó a afirmar que defendería la divisa nacional "como un perro". Ante su eventual depreciación, la gente lo llamó simplemente el perro y dejó la presidencia en medio de un escándalo de proporciones épicas.
En 1988 el PRI enfrentó por primera vez en su historia una competencia seria en el terreno electoral, ante las candidaturas del Frente Democrático Nacional con Cuauhtémoc Cárdenas como candidato, y Manuel Clouthier del Partido Acción Nacional. A pesar de los cuestionados resultados, asumiría el gobierno Carlos Salinas de Gortari el 1 de diciembre de 1988.
En 1994 el PRI postuló como candidato a la presidencia a Luis Donaldo Colosio, quien el 23 de marzo de 1994 sería asesinado en Lomas Taurinas, Tijuana. El candidato sustituto para esta elección sería Ernesto Zedillo.
En 1999 el PRI realizó un inédito proceso interno para elegir a su candidato presidencial para el año 2000 por voto directo, en esta elección participaron como precandidatos Francisco Labastida Ochoa, Roberto Madrazo Pintado, Manuel Bartlett Díaz y Humberto Roque Villanueva, resultando electo oficialmente Francisco Labastida con el 58% de los votos. En las elecciones federales del año 2000, el PRI perdería la presidencia de la república después de siete décadas en el poder.
De 1958 a 1982, el filósofo mexicano Emilio Uranga fue uno de los principales ideólogos del PRI, según José Manuel Cuéllar Moreno, autor del libro La revolución inconclusa: la filosofía de Emilio Uranga, artífice oculto del PRI.
A lo largo de su historia, el PRI ha sido llamado "partidazo", "aplanadora", e "invencible".

### Alternancia y papel en la oposición (2000-2012)

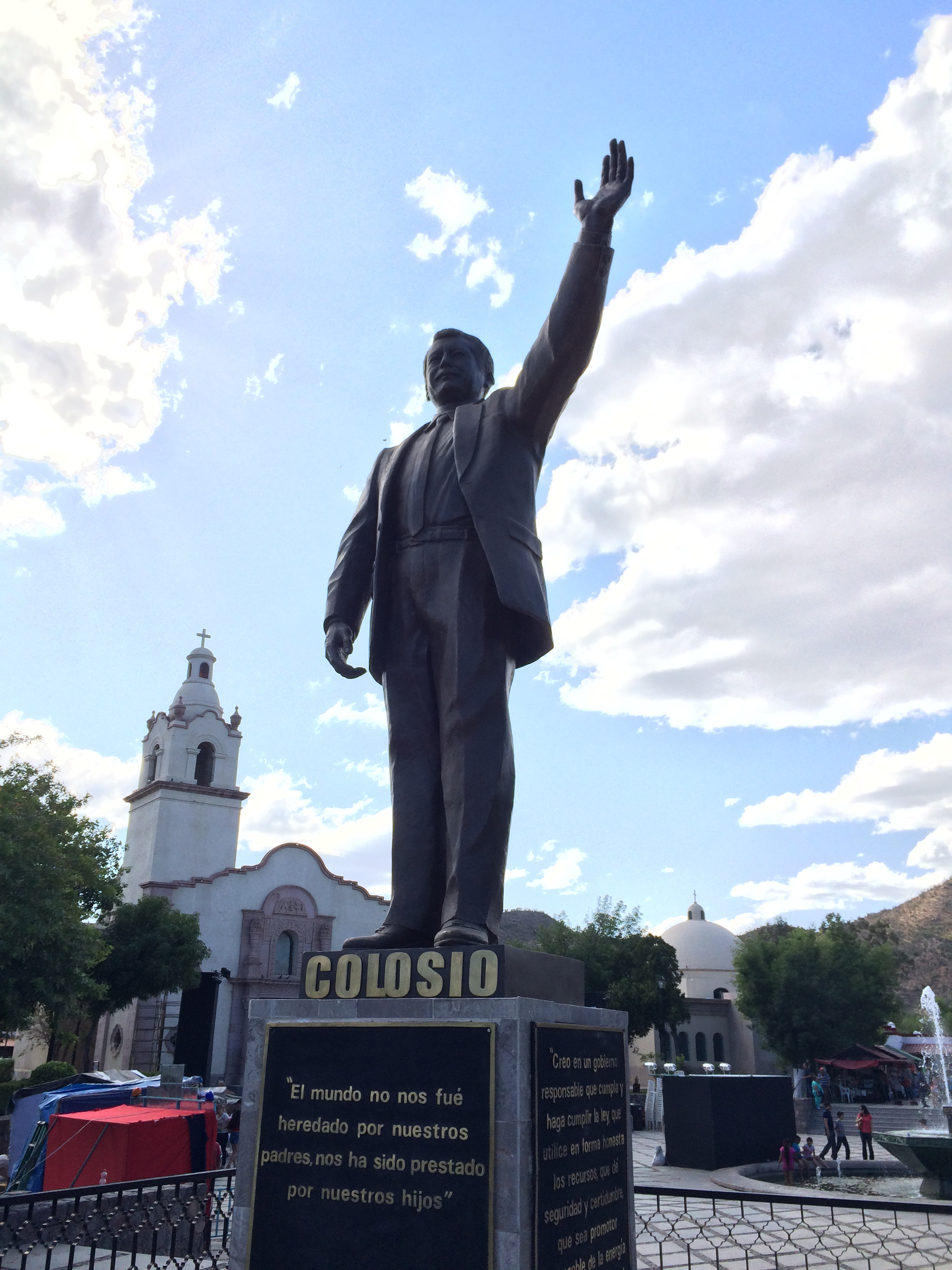
Luis Donaldo Colosio, Monumento a Luis Donaldo Colosio en su natal Magdalena de Kino, Sonora.

El PRI (junto con sus antecesores directos PNR y PRM) logró retener para sí el gobierno de México desde el gobierno de Plutarco Elías Calles, controlando el Congreso de la Unión, la Presidencia de la República e incluso el Poder Judicial. Este sistema, donde no existía una separación de poderes efectiva, se mantuvo en el poder a base del corporativismo que aglutinó movimientos obreros, organizados por Fidel Velázquez Sánchez, Vicente Lombardo Toledano, Luis N. Morones, entre otros líderes sindicales, además de organizaciones campesinas y populares, cuyos líderes pertenecían al propio PRI.
En sus primeras etapas el PRI (más exactamente el PNR y el PRM) mostró una ideología nacionalista, reflejada en la expropiación petrolera, la formación una industria eléctrica nacional y la expansión de las empresas del Estado. La creación de sistemas de Salud y de Alimentación.
En los estados de la unión el PRI logró retener el poder de la misma manera que lo había hecho a nivel federal. Pero debido a su estancia larga en el poder, los medios estaban estrictamente controlados como en otros países-- solamente una minúscula fracción de los medios nacionales eran del dominio público, el Partido ejercía el poder mediante una policía secreta denominada Dirección Federal de Seguridad (DFS) y que existió hasta 1989, cuando se refunda bajo el nombre de Centro de Investigación y Seguridad Nacional (CISEN).
La alternancia de 2000 ocurrió con la necesidad de acuerdos especiales para vencer resistencias y para habilitar el traslado del poder de un partido a otro; también perdió simpatías debido al escándalo denominado Pemexgate, en el que quedó evidente el desvío de fondos, por conducto del sindicato petrolero, hacia la campaña presidencial de Francisco Labastida Ochoa, candidato por el Partido Revolucionario Institucional en el año 2000.

## Fisuras e insuficiencias en el PRI
Durante las primeras cuatro décadas de gobiernos emanados de los Partidos Nacional Revolucionario, de la Revolución Mexicana y Revolucionario Institucional, el país logró altas tasas de crecimiento económico. La estabilidad política y económica fue el origen del término milagro mexicano. Por estas razones y por una débil oposición, el dominio del PRI fue casi absoluto tanto en el ámbito federal como en los ámbitos estatal y municipal en todo el país.
Hacia la tercera parte del siglo xx, el poder del partido fue disminuyendo a consecuencia de episodios como la Matanza de Tlatelolco, perpetrada el 2 de octubre de 1968 por orden del gobierno mexicano en la Plaza de las Tres Culturas. Su reputación como partido dominante sufrió a consecuencia de las crisis económicas que padeció México a partir del gobierno de Luis Echeverría Álvarez, seguido por los gobiernos de José López Portillo, Miguel de la Madrid Hurtado y Carlos Salinas de Gortari, que generaron fuertes devaluaciones, desempleo y ampliación de la pobreza en general.
En 1988 sufrió la primera amenaza electoral real a nivel federal por parte del Frente Democrático Nacional, una alianza formada por líderes de izquierda y exmiembros del partido que internamente formaron lo que se conoció como la Corriente Democrática, entre los cuales destacaban Cuauhtémoc Cárdenas, Porfirio Muñoz Ledo e Ifigenia Martínez y que con los años formarían el Partido de la Revolución Democrática (PRD). En estas elecciones por primera vez compitió una izquierda unificada, y por otro lado, el PAN, oposición conservadora, con Manuel Clouthier como abanderado. El candidato del PRI fue Carlos Salinas de Gortari, quien resultó triunfador en medio de acusaciones de fraude electoral de la mayor parte de la oposición presentada en esa elección.
La legitimidad del triunfo de Carlos Salinas en las elecciones del 6 de julio de 1988 sería muy cuestionada, debido una caída del sistema durante el proceso de conteo de los votos, anunciada por el entonces secretario de Gobernación, Manuel Bartlett Díaz.
El dominio casi total del PRI obedecía a su capacidad para controlar tanto la legislación como la organización y los procesos electorales. En la década de los sesenta, el PRI perdió elecciones municipales, en capitales de estados del norte de la República, que dieron inicio a un largo ciclo de reformas electorales iniciando en 1963 con la creación de los "diputados de partido" y concluyeron en 1997. Mientras que fue hasta 1989 en que se reconoció por primera vez una derrota en una elección de gobernador, siendo el caso del estado de Baja California, cuando Ernesto Ruffo Appel, del Partido Acción Nacional, se alzó con la victoria.

## El PRI como partido de oposición

### Transición política del año 2000
El 2 de julio del año 2000, el PRI representado por Francisco Labastida Ochoa perdería su primera elección para presidente desde 1929, siendo ganada por la Alianza por el Cambio (PAN-PVEM) accediendo a la presidencia de la república Vicente Fox Quesada.
El reconocimiento inmediato y posterior entrega del poder por parte del gobierno encabezado por Ernesto Zedillo Ponce de León hacia el candidato de la oposición es un hito en la historia política de México, pues por primera vez la presidencia del país es transferida a un candidato opositor sin que medie la violencia.[cita requerida]

### La crisis del año 2006
Seis años después, el candidato a la elección presidencial fue el político tabasqueño Roberto Madrazo Pintado; en la elección del 2 de julio de 2006 el PRI sufrió su más grave crisis política al perder por segunda ocasión consecutiva la Presidencia de la República quedando en un tercer lugar en la preferencia electoral con 9.3 millones de votos. El Candidato Roberto Madrazo Pintado no fue capaz de ganar en ningún estado del país pese a tener gobernadores en 17 entidades. El PRI ganó 5 estados en la elección de senadores y 65 de 300 distritos electorales.
El conflicto más fuerte que marcó la derrota de Roberto Madrazo fue con la dirigente del SNTE la Profesora Elba Esther Gordillo, quien siendo Secretaría General del CEN del PRI propició la creación del Partido Nueva Alianza, al igual que el TUCOM conformado en ese entonces por el coordinador de los senadores del PRI, Enrique Jackson; el gobernador del Estado de México, Arturo Montiel; el gobernador de Tamaulipas, Tomás Yarrington; el gobernador de Nuevo León, José Natividad González Parás, y el gobernador de Coahuila, Enrique Martínez y Martínez.

### Después de 2006

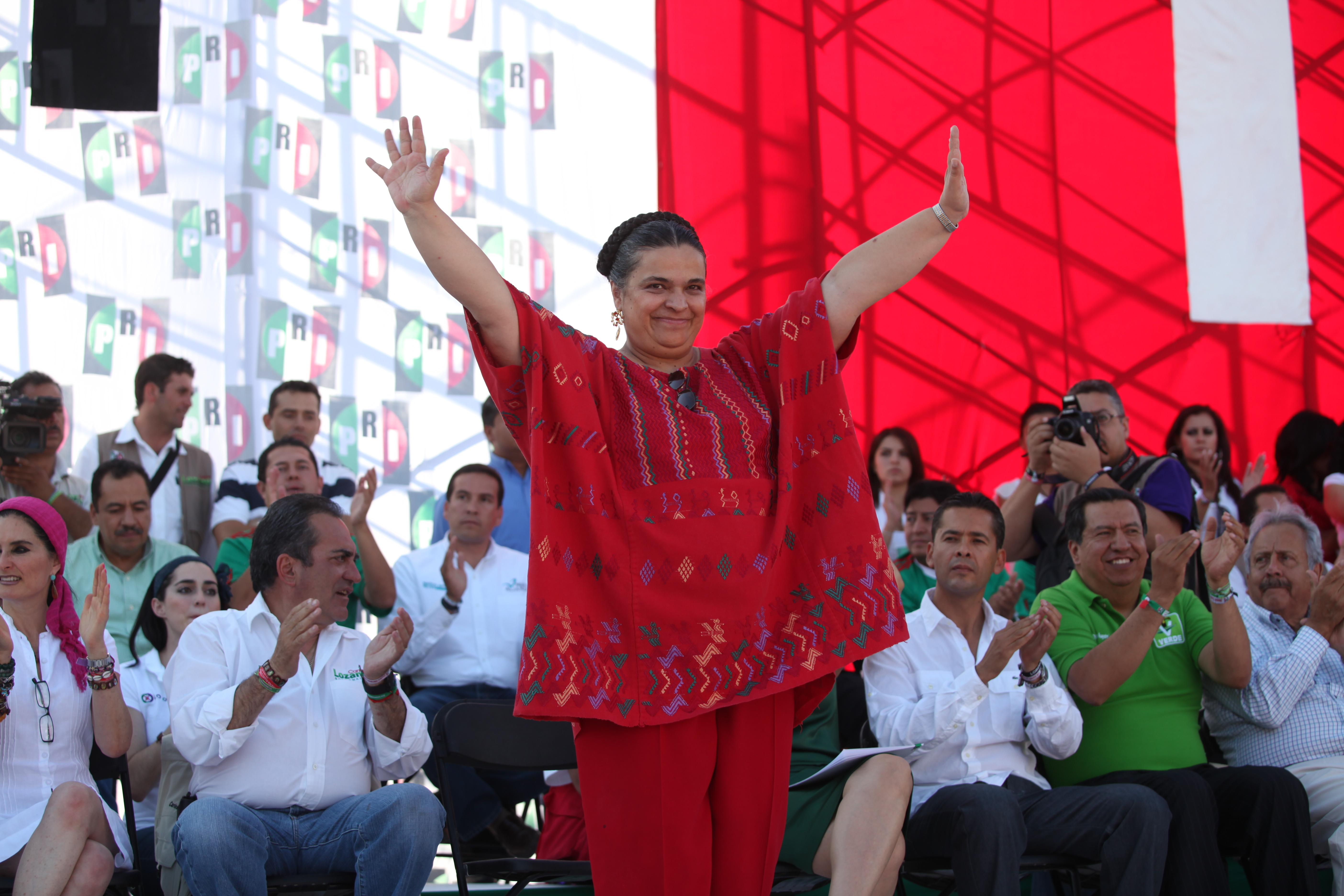
Beatriz Paredes Rangel, Presidenta del PRI de 2007- 2011 y candidata a Jefe de Gobierno por la Ciudad de México en 2006 y en 2012

Tras las grandes derrotas que sufrió en las elecciones de 2006, el PRI fue capaz de recuperarse electoralmente en el 2007 mediante las elecciones de algunos estados de la República: Tabasco (donde mantuvo la gubernatura), Yucatán (donde recuperó el gobierno), Chihuahua, Oaxaca, Durango, Aguascalientes y Veracruz. Al ganar estas gubernaturas, logró subir un 48 por ciento de las preferencias electorales a nivel nacional por encima del PAN y del PRD.
Para el año 2009, el PRI contaba con 20 gobiernos estatales, el 60 por ciento de la población del país y una mayoría en 20 de los 32 congresos locales. Del mismo modo, obtuvo el control de la Cámara de Diputados del Congreso de la Unión.
El 5 de julio de 2009 el PRI dio una muestra de su recuperación electoral frente a su anterior derrota de 2006. El PRI logró obtener en dichas elecciones federales estar cerca de la mayoría absoluta en la Cámara de Diputados, al ganar 237 diputaciones (184 por distritos electorales y 53 por la vía plurinominal) y obtener victorias totales o parciales en entidades como el estado de México, Coahuila, Oaxaca, Tamaulipas, Campeche, Quintana Roo, Tabasco, Jalisco y Yucatán. Además, en las elecciones para gobernador (que esa noche se dieron en 6 estados) el PRI ganó 5, mantuvo las de Colima, Campeche y Nuevo León, ganó las de Querétaro y San Luis Potosí, hasta entonces panistas, pero perdió la de Sonora, ganada por el PAN.
En 2010 el PRI seguía dando muestras de su recuperación electoral, al ganar 9 de las 12 elecciones para gobernador en disputa, y perdió 3 gobernaturas en aquel año.
En 2011 el PRI seguía ganando puestos que había perdido en los últimos años: a inicios de ese año perdió las elecciones de gobernador en Guerrero y Baja California Sur, ganadas por el PRD y el PAN, respectivamente, y en el resto del año ganó las gubernaturas del estado de México, Coahuila y Nayarit, y recuperó el estado de Michoacán.

#### Elecciones federales de 2012
Para las elecciones de 2012 el candidato presidencial del partido (apoyado por el Verde y Nueva Alianza) fue Enrique Peña Nieto, Gobernador del Estado de México de 2005 a 2011, contando con un fuerte sostén mediático y financiero, contexto en el cual se originaría el Movimiento Yo Soy 132 en el país.
Según los resultados electorales oficiales, Enrique Peña Nieto ganó con el 38% de la votación, frente al 31% de su más cercano competidor, de la coalición Movimiento Progresista, y el 25% de los votos que obtuvo Josefina Vázquez Mota, del entonces gobernante Partido Acción Nacional.

#### Elecciones federales de 2018

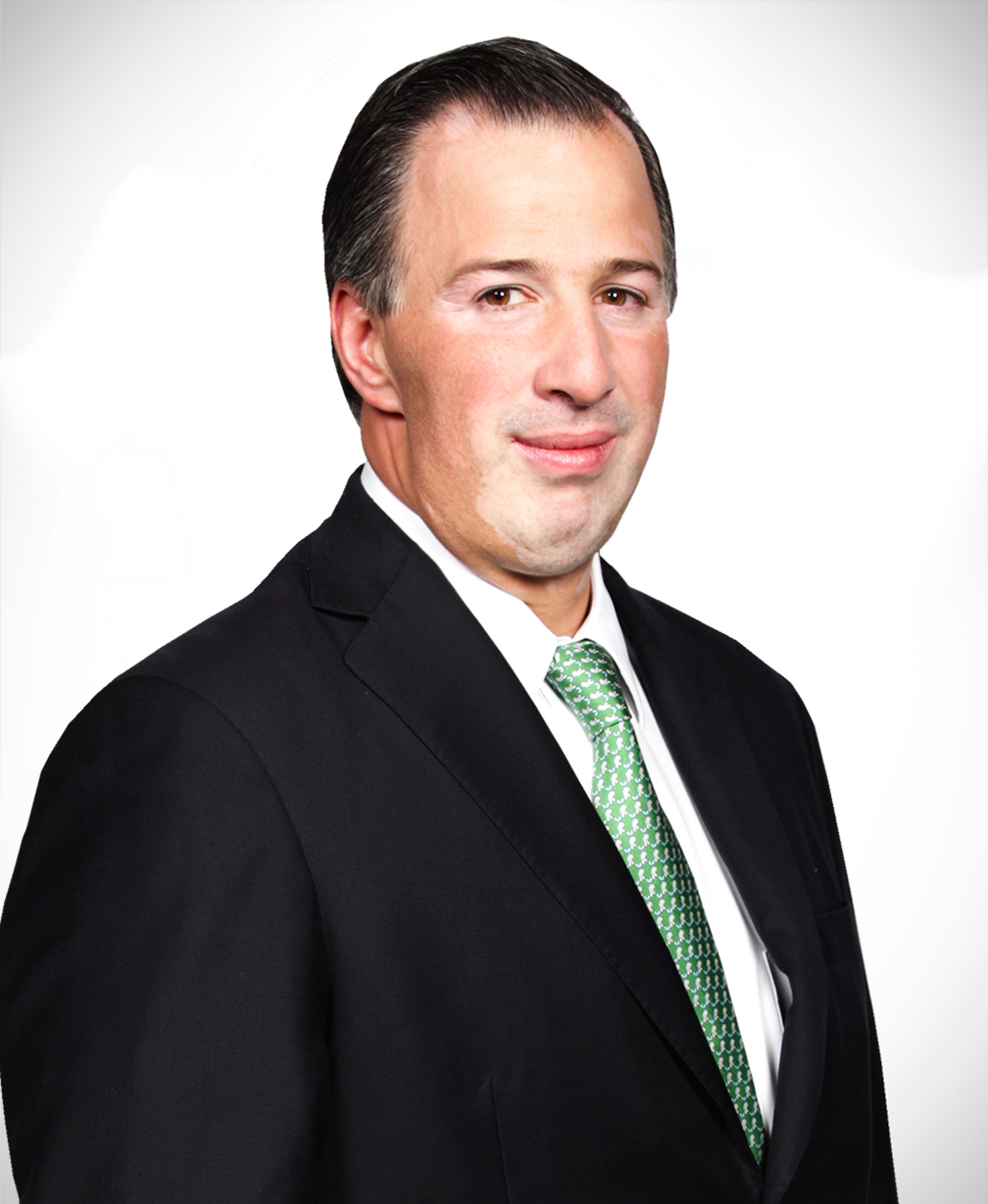
José Antonio Meade Kuribreña, candidato del PRI a la presidencia de México en 2018.

El PRI modificó sus estatutos en la XXII Asamblea para permitir la postulación de un ciudadano sin militancia como su candidato a la presidencia. Sin embargo, se rechazó la propuesta de que el candidato fuera seleccionado por medio de una consulta abierta a los militantes. En octubre de 2017, se eligió la «convención nacional de delegados» como el método de elección del candidato presidencial. En este sentido, el 23 de noviembre, el PRI lanzó la convocatoria para la selección del candidato.
Diversos personajes expresaron sus intenciones de obtener la candidatura priista para estos comicios, entre ellos: Ivonne Ortega Pacheco, Miguel Ángel Osorio Chong, Aurelio Nuño Mayer, José Antonio Meade Kuribreña, Enrique de la Madrid Cordero, José Narro Robles, Luis Videgaray Caso,Manlio Fabio Beltrones, y Eruviel Ávila Villegas.
Deasde agosto de 2017 a Meade se le consideró «el tapado» del PRI. El 27 de noviembre, Meade renunció a su cargo y confirmó las suposiciones. El PRI aprobó que se pudiera registrar como precandidato, el anuncio fue criticado por la oposición y calificado de «dedazo». Meade se registró como precandidato el 3 de diciembre, Finalmente sería el candidato presidencial en 2018.
En los procesos electorales, federales y locales, de 2018 en México, el PRI obtuvo el peor resultado electoral de su historia, su candidato a la presidencia de la república por la coalición Todos por México obtuvo el más bajo porcentaje de votación que un candidato presidencial del PRI haya obtenido hasta el momento, también como candidato presidencial, no ganó ni uno solo de los 300 distritos federales electorales que hay en el país, tampoco en ninguna de las 32 entidades federativas, quedando en el tercer lugar de la elección a nivel nacional. Respecto a la elección legislativa, el PRI obtendría el número más bajo de integrantes en ambas cámaras del Congreso (senadores y diputados) en su historia. En las elecciones locales no logró ganar ni uno solo de los 9 estados que renovaron gubernaturas (perdiendo los estados que gobernaba: Yucatán y Jalisco).
El PRI solo pudo ganar 15 de los 300 distritos federales electorales para la elección de diputados federales (donde será la quinta fuerza), y tan solo una fórmula de las 32 entidades federativas para la elección de senadores (Yucatán), la peor debacle en su historia en este ámbito, incluso en comparación con 2006 (cuando también quedó en tercer lugar en la elección presidencial). A nivel local, en bastiones históricos, como el Estado de México, el PRI se fue al tercer lugar en alcaldías, perdiendo los municipios más importantes y la mayoría en el congreso local, también el PRI perdió la gran mayoría de los congresos locales en disputa en 29 estados del país, y en los estados de Tlaxcala e Hidalgo no ganó ni un solo distrito electoral local.

#### Elecciones federales de 2024
Las elecciones federales de 2024 representaron una nueva debacle histórica, todavía peor que la atravesada en 2018, al obtener menos del 10% de los votos, por todos los cargos en disputa. En este proceso el PRI formalmente no presentó candidatura propia, suceso único en toda su historia, ya que se adhirió a la de la senadora Xóchitl Gálvez, quien estuvo en la bancada del PAN, y fue apoyada en la coalición junto con el PRD. Su desempeño como candidata le dio al PRI los que hasta ese momento son también los peores resultados de toda su historia. En este proceso perdió también todos los gobiernos locales en disputa, salvo la retención del estado de Guanajuato, apoyando a una candidata del PAN. Ello representó que pasara a ser la cuarta fuerza política nacional.

## Asambleas Nacionales del PRI
| Tipo y n.º de Asamblea                     | Presidente                     | Fecha                          |
| ------------------------------------------ | ------------------------------ | ------------------------------ |
| Convención Constituyente del PNR           | Manuel Pérez Treviño           | 1 de marzo de 1929             |
| Asamblea Constitutiva                      | Manuel Pérez Treviño           | 1 al 4 de marzo de 1929        |
| Asamblea Constituyente del PRM             | Silvano Barba González         | 1 al 3 de marzo de 1938        |
| I Asamblea Nacional Ordinaria              | Heriberto Jara Corona          | 1 al 3 de noviembre de 1940    |
| II Asamblea Ordinaria Constitutiva del PRI | Rafael Pascasio Gamboa         | 18 de enero de 1946            |
| I Asamblea Nacional Ordinaria              | Rodolfo Sánchez Taboada        | 2 al 4 de febrero de 1950      |
| II Asamblea Nacional Ordinaria             | Gabriel Leyva Velázquez        | 5 al 7 de febrero de 1953      |
| I Asamblea Nacional Extraordinaria         | Agustín Olachea                | 15 al 17 de noviembre de 1957  |
| III Asamblea Nacional Ordinaria            | Alfonso Corona del Rosal       | 27 al 30 de marzo de 1960      |
| IV Asamblea Nacional Ordinaria             | Carlos Alberto Madrazo Becerra | 28 al 30 de marzo de 1965      |
| V Asamblea Nacional Ordinaria              | Alfonso Martínez Domínguez     | 26 al 27 de febrero de 1968    |
| III Asamblea Nacional Extraordinaria       | Alfonso Martínez Domínguez     | 13 al 15 de noviembre de 1969  |
| VI Asamblea Nacional Ordinaria             | Manuel Sánchez Vite            | 4 al 5 de marzo de 1971        |
| VII Asamblea Nacional Ordinaria            | Jesús Reyes Heroles            | 19 al 21 de octubre de 1972    |
| VIII Asamblea Nacional Ordinaria           | Porfirio Muñoz Ledo            | 25 de septiembre de 1975       |
| IX Asamblea Nacional Ordinaria             | Carlos Sansores Pérez          | 10 al 12 de agosto de 1978     |
| X Asamblea Nacional Ordinaria              | Carlos Sansores Pérez          | 25 al 26 de octubre de 1979    |
| XI Asamblea Nacional Ordinaria             | Javier García Paniagua         | 9 al 11 de octubre de 1981     |
| XII Asamblea Nacional Ordinaria            | Adolfo Lugo Verduzco           | 2 de diciembre de 1982         |
| XIII Asamblea Nacional Ordinaria           | Jorge de la Vega Domínguez     | 2 al 4 de marzo de 1987        |
| XIV Asamblea Nacional Ordinaria            | Luis Donaldo Colosio           | 1 al 3 de septiembre de 1990   |
| XVI Asamblea Nacional Ordinaria            | Fernando Ortiz Arana           | 28 al 30 de marzo de 1993      |
| XVII Asamblea Nacional Ordinaria           | Santiago Oñate Laborde         | 19 al 21 de septiembre de 1996 |
| XVIII Asamblea Nacional Ordinaria          | Dulce María Sauri Riancho      | 17 al 20 de noviembre de 2001  |
| XIX Asamblea Nacional Ordinaria            | Roberto Madrazo Pintado        | 2 a 4 de marzo de 2005         |
| IV Asamblea Nacional Extraordinaria        | Mariano Palacios Alcocer       | 1 a 4 de marzo de 2007         |
| XX Asamblea Nacional Ordinaria             | Beatriz Paredes Rangel         | 23 de agosto de 2008           |
| XXI Asamblea Nacional Ordinaria            | César Camacho Quiroz           | 3 de marzo de 2013             |
| XXII Asamblea Nacional Ordinaria           | Enrique Ochoa Reza             | 12 de agosto de 2017           |
| XXIII Asamblea Nacional Ordinaria          | Alejandro Moreno Cárdenas      | 7 al 11 de diciembre de 2021   |
| XXIV Asamblea Nacional Ordinaria           | Alejandro Moreno Cárdenas      | 7 de julio de 2024             |

## Resultados electorales

### Presidencia de la República
|  | 93.55 % |

|  | 98.19 % |

|  | 93.9 % |

|  | 77.87 % |

|  | 74.32 % |

|  | 90.45 % |

|  | 88.81 % |

|  | 84.32 % |

|  | 93.5 % |

|  | 70.96 % |

|  | 50.36 % |

|  | 48.69 % |

|  | 36.11 % |

|  | 22.26 % |

|  | 38.21 % |

|  | 16.40 % |

|  | 27.45 % |

### Senado de la República
| Elección | Legislaturas    | Distrito   | Distrito | RP         | RP   | Escaños | Posición | Presidencia                 | Presidencia |
| Elección | Legislaturas    | votos      | %        | votos      | %    | Escaños | Posición | Presidencia                 | Presidencia |
| -------- | --------------- | ---------- | -------- | ---------- | ---- | ------- | -------- | --------------------------- | ----------- |
| 1940     | XXXVIII y XXXIX |            |          |            |      | 58/58   | Mayoría  | Manuel Ávila Camacho        |             |
| 1946     | XL y XLI        |            |          |            |      | 58/58   | Mayoría  | Miguel Alemán Valdés        |             |
| 1952     | XLII y XLIII    |            |          |            |      | 60/60   | Mayoría  | Adolfo Ruiz Cortines        |             |
| 1958     | XLIV y XLV      |            |          |            |      | 60/60   | Mayoría  | Adolfo López Mateos         |             |
| 1964     | XLVI y XLVII    |            |          | 7 837 364  | 87.8 | 64/64   | Mayoría  | Gustavo Díaz Ordaz          |             |
| 1970     | XLVIII y XLIX   |            |          | 11 154 003 | 84.4 | 64/64   | Mayoría  | Luis Echeverría Álvarez     |             |
| 1976     | L y LI          |            |          | 13 406 825 | 87.5 | 62/64   | Mayoría  | José López Portillo         |             |
| 1982     | LII y LIII      |            |          | 14 574 114 | 65.0 | 63/64   | Mayoría  | Miguel de la Madrid         |             |
| 1988     | LIV y LV        |            |          | 9 263 810  | 50.8 | 60/64   | Mayoría  | Carlos Salinas de Gortari   |             |
| 1994     | LVI y LVII      |            |          | 17 195 536 | 50.2 | 95/128  | Mayoría  | Ernesto Zedillo             |             |
| 1997     | LVII            |            |          | 11 266 155 | 38.5 | 77/128  | Mayoría  | Ernesto Zedillo             |             |
| 2000     | LVIII y LIX     | 13 699 799 | 36.7     | 13 755 787 | 36.7 | 51/128  | Minoría  | Vicente Fox                 |             |
| 2006     | LX y LXI        | 11 622 012 | 28.1     | 11 681 395 | 28.0 | 39/128  | Minoría  | Felipe Calderón             |             |
| 2012     | LXII y LXIII    | 18 477 441 | 37.0     | 18 560 755 | 36.9 | 61/128  | Minoría  | Enrique Peña Nieto          |             |
| 2018     | LXIV y LXV      | 3 855 984  | 6.9      | 9 013 658  | 15.9 | 14/128  | Minoría  | Andrés Manuel López Obrador |             |
| 2024     | LXVI y LXVII    | 316 636    | 0.5      | 6 530 305  | 10.9 | 16/128  | Minoría  | Claudia Sheinbaum           |             |

### Cámara de Diputados
| Elección | Legislatura | Distrito   | Distrito | RP         | RP   | Escaños | Posición | Presidencia                 | Presidencia |
| Elección | Legislatura | votos      | %        | votos      | %    | Escaños | Posición | Presidencia                 | Presidencia |
| -------- | ----------- | ---------- | -------- | ---------- | ---- | ------- | -------- | --------------------------- | ----------- |
| 1940     | XXXVIII     |            |          |            |      | 172/173 | Mayoría  | Manuel Ávila Camacho        |             |
| 1943     | XXXIX       | 376 000    | 92.1     |            |      | 147/147 | Mayoría  | Manuel Ávila Camacho        |             |
| 1946     | XL          | 1 687 284  | 73.5     |            |      | 141/147 | Mayoría  | Miguel Alemán Valdés        |             |
| 1949     | XLI         | 2 031 783  | 93.9     |            |      | 142/149 | Mayoría  | Miguel Alemán Valdés        |             |
| 1952     | XLII        | 2 713 419  | 74.3     |            |      | 151/161 | Mayoría  | Adolfo Ruiz Cortines        |             |
| 1955     | XLIII       | 5 562 761  | 89.9     |            |      | 153/162 | Mayoría  | Adolfo Ruiz Cortines        |             |
| 1958     | XLIV        | 6 467 493  | 88.2     |            |      | 153/162 | Mayoría  | Adolfo López Mateos         |             |
| 1961     | XLV         | 6 178 434  | 90.3     |            |      | 172/178 | Mayoría  | Adolfo López Mateos         |             |
| 1964     | XLVI        | 7 807 912  | 86.3     |            |      | 175/210 | Mayoría  | Gustavo Díaz Ordaz          |             |
| 1967     | XLVII       | 8 342 114  | 83.9     |            |      | 177/212 | Mayoría  | Gustavo Díaz Ordaz          |             |
| 1970     | XLVIII      | 11 125 770 | 83.3     |            |      | 175/210 | Mayoría  | Luis Echeverría Álvarez     |             |
| 1973     | XLIX        | 10 458 618 | 77.4     |            |      | 189/231 | Mayoría  | Luis Echeverría Álvarez     |             |
| 1976     | L           | 12 868 104 | 85.0     |            |      | 195/237 | Mayoría  | José López Portillo         |             |
| 1979     | LI          | 8 714 151  | 74.1     | 9 418 178  | 72.8 | 296/400 | Mayoría  | José López Portillo         |             |
| 1982     | LII         | 14 501 988 | 69.4     | 14 289 793 | 65.7 | 299/400 | Mayoría  | Miguel de la Madrid         |             |
| 1985     | LIII        | 11 588 230 | 68.0     | 10 981 938 | 63.0 | 292/400 | Mayoría  | Miguel de la Madrid         |             |
| 1988     | LIV         | 9 276 934  | 51.0     | 9 276 934  | 51.0 | 260/500 | Mayoría  | Carlos Salinas de Gortari   |             |
| 1991     | LV          | 14 051 349 | 61.4     | 14 145 234 | 61.4 | 320/500 | Mayoría  | Carlos Salinas de Gortari   |             |
| 1994     | LVI         | 16 851 082 | 50.2     | 17 236 836 | 50.3 | 300/500 | Mayoría  | Ernesto Zedillo             |             |
| 1997     | LVII        | 11 305 957 | 39.1     | 11 438 719 | 39.1 | 239/500 | Minoría  | Ernesto Zedillo             |             |
| 2000     | LVIII       | 13 720 453 | 36.9     | 13 800 306 | 36.9 | 207/500 | Minoría  | Vicente Fox                 |             |
| 2003     | LIX         | 6 166 358  | 23.9     | 6 196 171  | 24.0 | 224/500 | Minoría  | Vicente Fox                 |             |
| 2006     | LX          | 11 629 727 | 28.0     | 11 689 110 | 27.9 | 121/500 | Minoría  | Felipe Calderón             |             |
| 2009     | LXI         | 12 765 938 | 36.9     | 12 809 365 | 36.9 | 241/500 | Minoría  | Felipe Calderón             |             |
| 2012     | LXII        | 15 166 531 | 31.0     | 15 513 478 | 31.8 | 212/500 | Minoría  | Enrique Peña Nieto          |             |
| 2015     | LXIII       | 11 604 665 | 34.2     | 11 638 556 | 29.2 | 203/500 | Minoría  | Enrique Peña Nieto          |             |
| 2018     | LXIV        | 4 351 824  | 7.8      | 9 310 523  | 16.5 | 45/500  | Minoría  | Andrés Manuel López Obrador |             |
| 2021     | LXV         | 2 715 123  | 5.6      | 8 715 899  | 17.7 | 70/500  | Minoría  | Andrés Manuel López Obrador |             |
| 2024     | LXVI        | 101 574    | 0.2      | 6 623 796  | 11.1 | 35/500  | Minoría  | Claudia Sheinbaum           |             |